# Ragnar Bohlin
Set Ragnar Bohlin, född 2 juni 1965 i Uppsala, är en svensk dirigent.

## Biografi
Ragnar Bohlin är son till professorn i musikvetenskap Folke Bohlin och kördirigenten Eva Svanholm Bohlin, och bror till sopranen Ingela Bohlin. Han är även dotterson till operasångaren och operachefen Set Svanholm.
Bohlin har kyrkomusikerexamen och diplom i dirigering från Kungliga Musikhögskolan i Stockholm. Han har utöver det, som British Council-stipendiat studerat piano i London för Peter Feuchtwanger. Han har varit dirigent för Uppsala vokalensemble, Nacka Kammarkör, Maria Magdalena Motettkör och Maria Vokalensemble i Stockholm, och även lett Kungliga Filharmoniska kören och KFUM:s kammarkör i Stockholm. Han har vunnit ett flertal priser vid internationella körtävlingar.
Bohlin var 2007-2021 chefsdirigent för San Francisco Symphony Chorus, där han har dirigerat verk som Händels Messias, Carl Orffs Carmina Burana, Poulencs Figure Humaine samt Bachs h-mollmässa och Juloratorium. Han har undervisat på San Francisco Conservatory of Music och på Musikhögskolan i Stockholm. Han har också varit gästprofessor vid Miami, Michigan och Indiana Universities. I augusti 2021 meddelade Bohlin att han slutar som chefsdirigent för San Francisco Symphony Chorus på grund av vaccinkrav.
Som gästdirigent har Bohlin varit engagerad av Radiokören och Ericsons Kammarkör. Tillsammans med  Radiokören och trombonisten och kompositören Christian Lindberg har han spelat in albumen Visions and non-thoughts samt Fredrik Sixtens Requiem.
Som frilansdirigent har han bland annat dirigerat Brahms Requiem i Carnegie Hall, Bachs Magnificat och Pärts Te Deum med mera, med Sao Paulo Symphony, Messias med Napa Symphony, Mendelssohns Elias med Orquesta di Santa Cecilia i Madrid, Verdis Requiem med Malmösymfonikerna, Sixtens Requiem med Radiokören och Nordiska Kammarorkestern, Poulencs Gloria med Stavanger Symphony samt Messias med Edmonton Symphony.
År 2014 grundade Bohlin den professionella kammarkören Cappella SF med vilken han har spelat in två album. Säsongen 2014–2015 var Bohlin "guest music director" för mansensemblen Chanticleer.
Bohlin är idag verksam som kyrkomusiker i Mariakyrkan i Helsingborg. Sedan 2023 är han fast dirigent för Lunds Vokalensemble.

## Priser och utmärkelser
- 2006 – Norrbymedaljen[5]
- 2009 – Amerikansk Grammy Award för "Best Choral Performance" och "Best Classical Album"